# Elek Schwartz
Alexandru Elek Schwartz (Timișoara, 23 ottobre 1908 – Haguenau, 2 ottobre 2000) è stato un allenatore di calcio e calciatore rumeno, di ruolo difensore.

## Caratteristiche tecniche
Giocò come terzino destro.

## Carriera
Allenò la Nazionale olandese per 49 partite, dal 1957 al 1964. In seguito come allenatore del Benfica vinse il campionato portoghese nel 1965 e lo stesso anno raggiunse la finale di Coppa dei Campioni nell'edizione 1964-1965, persa poi contro l'Inter.

## Palmarès

### Allenatore

#### Club

##### Competizioni nazionali
- Campionato portoghese: 1

Benfica: 1964-1965
- Campionato francese di seconda divisione: 1

Strasburgo: 1976-1977

##### Competizioni internazionali
- Coppa Piano Karl Rappan: 1

Eintracht Francoforte: 1966-1967
- Coppa delle Alpi: 1

Eintracht Francoforte: 1967